# Ameland repülőtér
Ameland repülőtér  (IATA: nincs, ICAO: EHAL) repülőtér Amelandban, Hollandiában.